# Uroleucon fagopyri
Uroleucon fagopyri är en insektsart. Uroleucon fagopyri ingår i släktet Uroleucon och familjen långrörsbladlöss. Inga underarter finns listade i Catalogue of Life.